# Neomyia trimaculata
Neomyia trimaculata är en tvåvingeart som först beskrevs av John Otterbein Snyder 1951.  Neomyia trimaculata ingår i släktet Neomyia och familjen husflugor.
Artens utbredningsområde är Nigeria. Inga underarter finns listade i Catalogue of Life.